# Lilium wenshanense
Lilium wenshanense är en liljeväxtart som beskrevs av L.J.Peng och F.X.Li. Lilium wenshanense ingår i släktet liljor, och familjen liljeväxter. Inga underarter finns listade.

## Bildgalleri

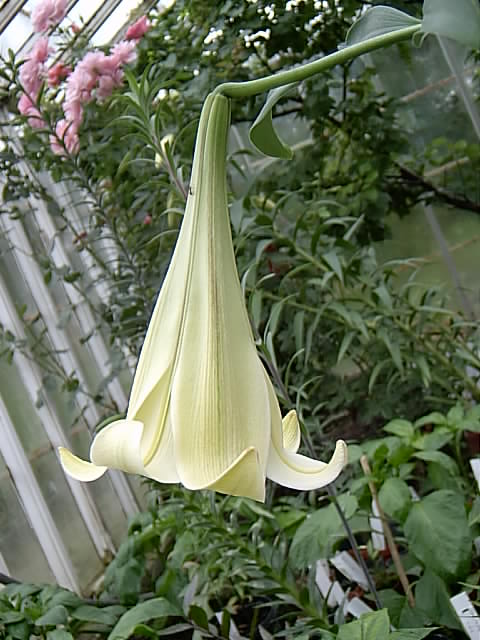
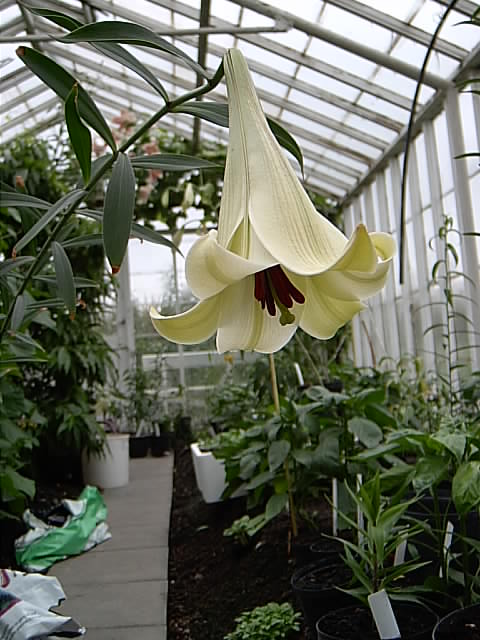